# Naoto Arai
Naoto Arai (新井 直人?, Arai Naoto; Tokyo, 7 ottobre 1996) è un calciatore giapponese, difensore del Sanfrecce Hiroshima.

## Carriera
Ha giocato nella prima divisione giapponese.

## Statistiche

### Presenze e reti nei club
Statistiche aggiornate all'8 dicembre 2024.
| Stagione               | Squadra                | Campionato             | Campionato | Campionato | Coppe nazionali | Coppe nazionali | Coppe nazionali | Coppe continentali | Coppe continentali | Coppe continentali | Altre coppe | Altre coppe | Altre coppe | Totale | Totale |
| Stagione               | Squadra                | Comp                   | Pres       | Reti       | Comp            | Pres            | Reti            | Comp               | Pres               | Reti               | Comp        | Pres        | Reti        | Pres   | Reti   |
| ---------------------- | ---------------------- | ---------------------- | ---------- | ---------- | --------------- | --------------- | --------------- | ------------------ | ------------------ | ------------------ | ----------- | ----------- | ----------- | ------ | ------ |
| 2019                   | Albirex Niigata        | J2                     | 32         | 1          | CG              | 0               | 0               | -                  | -                  | -                  | -           | -           | -           | 32     | 1      |
| 2020                   | Albirex Niigata        | J2                     | 25         | 0          | -               | -               | -               | -                  | -                  | -                  | -           | -           | -           | 25     | 0      |
| 2021                   | Cerezo Osaka           | J1                     | 6          | 0          | CG+CdL          | 1+0             | 0               | ACL                | 0                  | 0                  | -           | -           | -           | 7      | 0      |
| 2022                   | Tokushima Vortis       | J2                     | 38         | 2          | CG+CdL          | 1+3             | 0               | -                  | -                  | -                  | -           | -           | -           | 42     | 2      |
| 2023                   | Albirex Niigata        | J1                     | 24         | 3          | CG+CdL          | 2+1             | 0               | -                  | -                  | -                  | -           | -           | -           | 27     | 3      |
| gen.-mar. 2024         | Albirex Niigata        | J1                     | 3          | 1          | -               | -               | -               | -                  | -                  | -                  | -           | -           | -           | 3      | 1      |
| Totale Albirex Niigata | Totale Albirex Niigata | Totale Albirex Niigata | 84         | 5          |                 | 3               | 0               |                    | -                  | -                  |             | -           | -           | 87     | 5      |
| mar.-dic. 2024         | Sanfrecce Hiroshima    | J1                     | 32         | 6          | CG+CdL          | 3+6             | 0               | ACL-2              | 4                  | 0                  | -           | -           | -           | 45     | 6      |
| 2025                   | Sanfrecce Hiroshima    | J1                     | 0          | 0          | CG+CdL          | 0               | 0               | ACL                | 0                  | 0                  | -           | -           | -           | 0      | 0      |
| Totale carriera        | Totale carriera        | Totale carriera        | 160        | 13         |                 | 17              | 0               |                    | 4                  | 0                  |             | -           | -           | 181    | 13     |

## Palmarès

### Club

#### Competizioni nazionali
- Supercoppa del Giappone: 1

Sanfrecce Hiroshima: 2025